# ミルズの定数
数論におけるミルズの定数（英: Mills' constant）とは、任意の自然数 n に対して
{\displaystyle \left\lfloor A^{3^{n}}\right\rfloor }
が全て素数となる最小の正実数 A のことをいう。1947年に名前の由来である William Harold Mills により、素数の間隔に関する en:Guido Hoheisel および Albert Ingham らの成果を用いてその存在が証明された。値は証明されていないものの、リーマン予想を真と仮定した場合
A = 1.3063778838630806904686144926...（オンライン整数列大辞典の数列 A051021）
となることが知られている。

## ミルズ素数
ミルズの定数から生成される素数 an はミルズ素数と呼ばれる。ミルズ素数を求めるには、適当な a1 から順に an を
{\displaystyle {a_{n-1}}^{3}<a_{n}<(a_{n-1}+1)^{3}}
の範囲における最小の素数としていけばよい。Hoheisel と Ingham らによって、a が十分大きいとき a3 と (a + 1)3 の間には少なくとも1つの素数が存在することが証明されているため、この不等式を満足するには a1 を十分大きく取ればよい。もしリーマン予想が真ならば「十分大きい」必要はなくなり、a1 = 2 としてミルズ素数
2, 11, 1361, 2521008887, ...（オンライン整数列大辞典の数列 A051254）
および上述した A が得られる。
a の上界として ee32.537 が知られている。ミルズの定数を証明するにはこれを超えるまでミルズ素数を求めればよいが、そのような検証を行うにはあまりにも大きすぎる上界のため実用的でない。参考までに、2024年時点で知られている最大の素数は 2136279841 − 1 であり、ee32.537 ≈ 2194901013120041.40... よりはるかに小さい。
2017年時点で、リーマン予想仮定の下（a1 = 2）でのミルズ素数は11番目までは素数であることが証明されており、その値
{\displaystyle \displaystyle (((((((((2^{3}+3)^{3}+30)^{3}+6)^{3}+80)^{3}+12)^{3}+450)^{3}+894)^{3}+3636)^{3}+70756)^{3}+97220}
は20,562桁にも及ぶ。また2024年時点で、確率的素数としては15番目まで知られており、その値
{\displaystyle \displaystyle (((((((((((((2^{3}+3)^{3}+30)^{3}+6)^{3}+80)^{3}+12)^{3}+450)^{3}+894)^{3}+3636)^{3}+70756)^{3}+97220)^{3}+66768)^{3}+300840)^{3}+1623568)^{3}+8436308}
は1,665,461桁にも及ぶ（オンライン整数列大辞典の数列 A108739）。

## 数値計算
ミルズ素数が分かればミルズの定数を計算することができる。
{\displaystyle A\approx {a_{n}}^{1/3^{n}}.}
これにより、リーマン予想仮定の下の A が6,850桁まで計算されている。

## 近似分数
ミルズの定数の近似分数を近い順に記載する。収束分数（オンライン整数列大辞典の数列 A123561）は太字で示した。
1/1, 3/2, 4/3, 9/7, 13/10, 17/13, 47/36, 64/49, 81/62, 145/111, 226/173, 307/235, 840/643, 1147/878, 3134/2399, 4281/3277, 5428/4155, 6575/5033, 12003/9188, 221482/169539, 233485/178727, 245488/187915, 257491/197103, 269494/206291, 281497/215479, 293500/224667, 305503/233855, 317506/243043, 329509/252231, 341512/261419, 353515/270607, 365518/279795, 377521/288983, 389524/298171, 401527/307359, 413530/316547, 425533/325735, 4692866/3592273, 5118399/3918008, 5543932/4243743, 5969465/4569478, 6394998/4895213, 6820531/5220948, 7246064/5546683,7671597/5872418, 8097130/6198153, 8522663/6523888, 8948196/6849623, 9373729/7175358, 27695654/21200339, 37069383/28375697, 46443112/35551055, 148703065/113828523, 195146177/149379578, 241589289/184930633, 436735466/334310211, 1115060221/853551055, 1551795687/1187861266, 1988531153/1522171477, 3540326840/2710032743, 33414737247/25578155953, ...

## 無理性
2024年4月30日、齋藤耕太によってミルズの定数が無理数であるとする論文がArXiv上に投稿された。

## 一般化
{\displaystyle \left\lfloor A^{c^{n}}\right\rfloor } は c = 3 以外でも、c ≥ 2.106 であれば n = 1, 2, 3, ... が全て素数となる A が存在する。ルジャンドル予想が真ならば c = 2 の場合にも A が存在することが言えるが、後にルジャンドル予想を仮定しない証明が与えられた。
床関数を天井関数に置き換えた {\displaystyle \left\lceil B^{r^{n}}\right\rceil } でも、任意の自然数 r ≥ 3 に対し n = 1, 2, 3, ... が全て素数となる B が存在することが証明されている。r = 3 のとき、 B は 1.24055470525201424067... であり、生成される素数は次のとおり。
2, 7, 337, 38272739, ...（オンライン整数列大辞典の数列 A118910）
Elsholtz はリーマン予想を仮定せずに、{\displaystyle \left\lfloor A^{10^{10n}}\right\rfloor } および {\displaystyle \left\lfloor B^{3^{13n}}\right\rfloor } について n = 1, 2, 3, ... が全て素数となる A および B の値を導いた。
- A ≈ 1.00536773279814724017
- B ≈ 3.8249998073439146171615551375